# POST

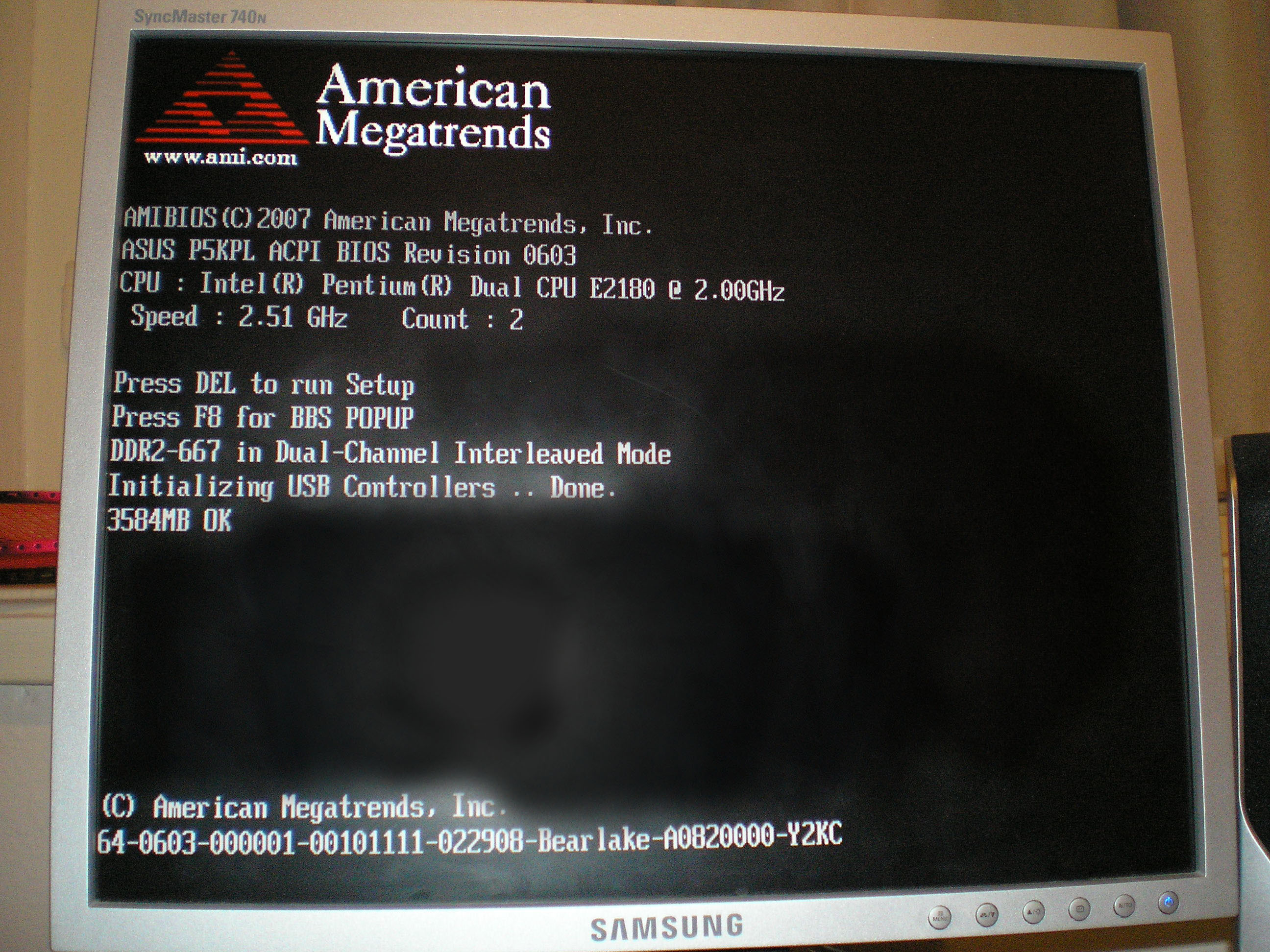
Pierwsza faza typowej operacji POST (BIOS AMI)

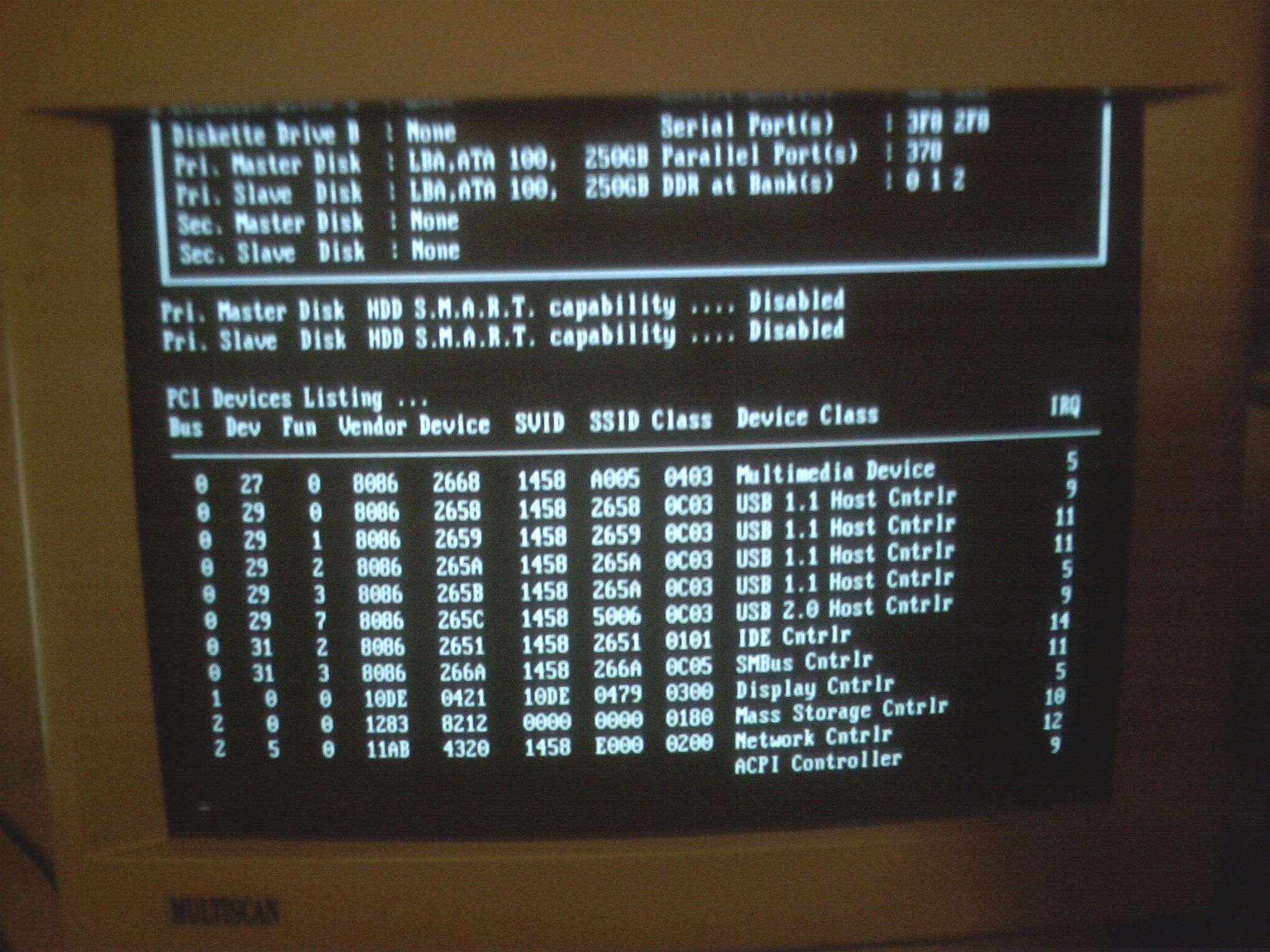
Druga faza typowej operacji POST (BIOS AMI)

POST (ang. power-on self-test) – rodzaj testu poprawności działania podstawowych podzespołów: pamięci RAM, karty graficznej, dysków twardych czy procesora. Jest on wykonywany przy każdym uruchomieniu lub restarcie komputera.

## Komputery PC
Test POST jest przeprowadzany w kilku fazach. Faza pierwsza to sprawdzenie obecności i prawidłowości działania układów niezbędnych do działania komputera. Na tym etapie nie jest dostępna jeszcze żadna karta rozszerzenia i błędy są komunikowane przez miniaturowy głośnik (ang. PC speaker) umieszczony w obudowie jednostki systemowej. W pierwszej kolejności jest testowana poprawność pracy procesora, później pamięci RAM i następnie karty graficznej. Niepomyślny wynik POST'u skutkuje serią odgłosów wydanych przez głośnik. Odgłosy te, a dokładniej ich liczba i czas trwania są kodem błędu. Korzystając z instrukcji obsługi można ustalić, co jest przyczyną problemów. Nowoczesne płyty główne  zamiast używania dość niewygodnego kodu dźwiękowego informują o rezultacie testu POST za pomocą kolorowych diod LED lub wyświetlacza siedmiosegmentowego umieszczonego na płycie głównej. Inne rozwiązanie to komunikaty głosowe (nagrane przez lektora i zapisane w specjalnym układzie scalonym na płycie głównej). Kolejny etap testu POST wykonywany już po zainicjowaniu większości podzespołów składa się z testu pamięci RAM oraz testu dysków twardych. Gdy test POST zostanie zakończony i nie zostaną znalezione żadne błędy, komputer wyda pojedynczy pisk (ang. beep) (rzadziej dwa) i rozpocznie procedurę uruchamiania systemu operacyjnego.